# جوناتان الوريمي
جوناتان الوريمي رياضي تونسي في إختصاص رياضة الزلاجة الجماعية، شارك في الألعاب الأولمبية الشتوية للشباب 2024 وفاز بالميدالية الفضية. لتكون بذلك أول ميدالية تونسية في هذه المنافسات.
أجرى جوناتان تحت اشراف مدربه السويدي تمارين مكثفة بالمركز الرياضي لسيقوادا بليتوانيا الذي يتوفر على مضمار تتوفر على أفضل ظروف التحضير لإختصاص الزلاجة الجماعية.